# 西社镇 (交城县)
西社镇，是中华人民共和国山西省吕梁市交城县下辖的一个乡镇级行政单位。

## 行政区划
西社镇下辖以下地区：
南堡村、曲里村、塔上村、阳湾村、东社村、西社村、沙沟村、大岩头村、米家庄村、南沟村、野则河村和横岭村。